# Daniel Erich
Daniel Erich (né le 19 février 1649 à Lübeck et mort le 30 octobre 1712 à Güstrow) est un organiste et compositeur allemand de la période baroque.

## Biographie
Né dans une famille de musiciens (son père est luthiste et facteur d'instruments à cordes à Lübeck), Erich étudie pendant de nombreuses années auprès de Dietrich Buxtehude, qui a acheté une viole de gambe ténor à son père en 1677. De 1675 à 1679, Erich joue du positif dans le chœur de la Marienkirche de Lübeck. En 1679, il est nommé organiste à l'église paroissiale de Güstrow (également nommée Marienkirche), poste qu'il occupe jusqu'à sa mort. 
Erich jouit également de son vivant d'une grande réputation en tant que professeur d'orgue et spécialiste de cet instrument, et à ce dernier titre travaille en étroite collaboration avec le facteur d'orgues Arp Schnitger.  En 1700, il inaugure un nouvel orgue de Schnitger dans l'église du château de Dargun.
Seules quatre de ses compositions nous sont parvenues. Toutes sont des préludes de choral, aucune n'est datée : 
- Allein zu dir, Herr Jesu Christ, décrit comme « peu expressif » [2];
- Christum wir sollen loben schon, qualifié de « fantastique » et de "virtuose » [3];
- Es ist das Heil uns kommen her, qui « fait preuve d'une grande originalité » [2];  et
- Von Gott will ich nicht lassen, un ensemble de six variations[4].

Christum wir sollen loben schon fait partie de la collection Neumeister (en) redécouverte en 1984, laissant espérer que d'autres œuvres pourraient encore être trouvées.